# Juan Cavestany
Juan Cavestany (Madrid, 27 d'abril de 1967) és un dramaturg, guionista i director de cinema espanyol. Guanyador del premi Max de 2010 al millor autor teatral en castellà per l'obra Urtain.

## Biografia
Va estudiar Ciències Polítiques en la UCM i va exercir de periodista per al diari El País entre 1993 i 1999, com a corresponsal a Nova York. Allí va començar a escriure algunes peces curtes de teatre, col·laborant des dels seus començaments amb la companyia de teatre Animalario, on va coincidir amb Alberto San Juan, Roberto Álamo, Nathalie Poza, Willy Toledo, Ernesto Alterio i Andrés Lima.

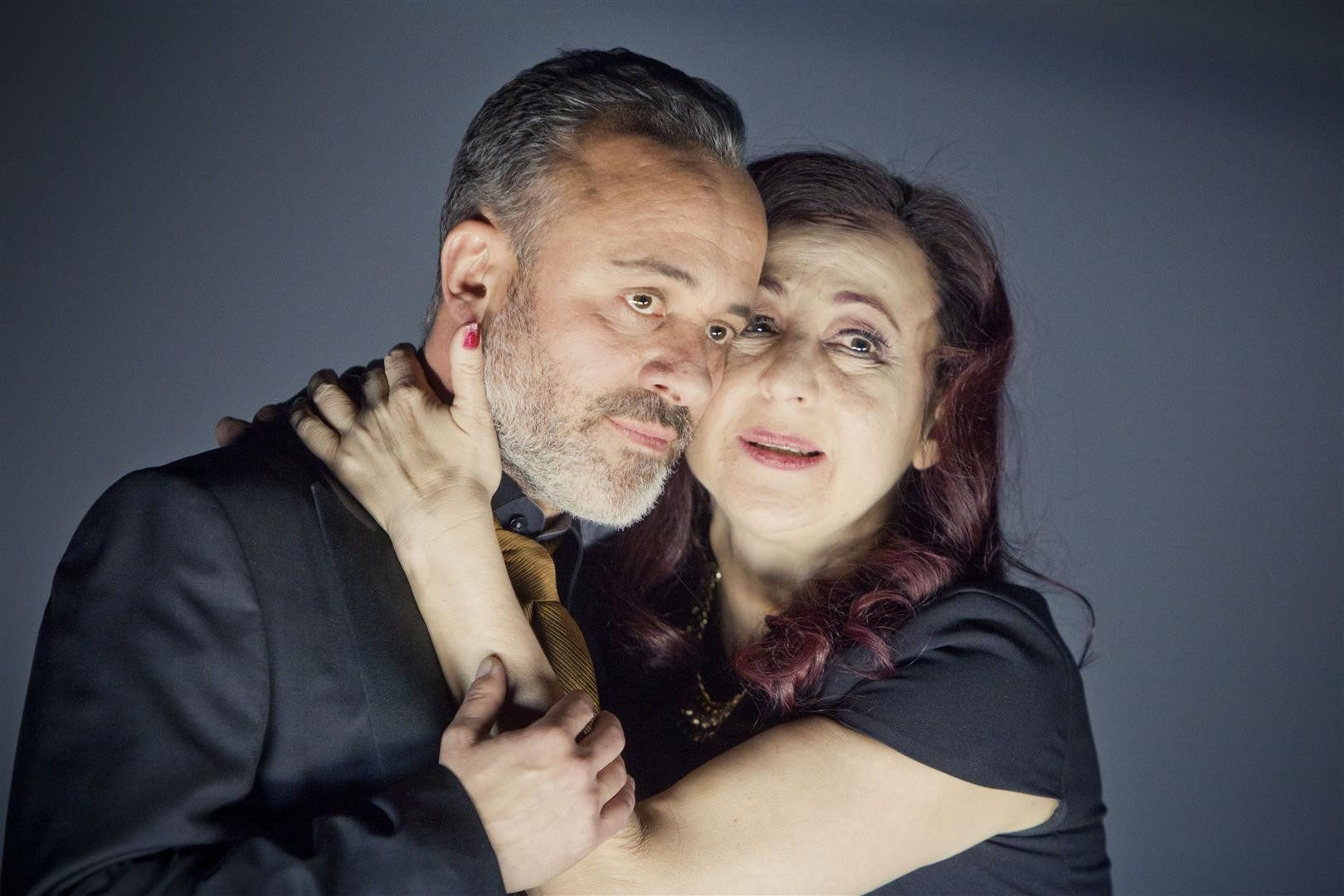
Javier Gutiérrez amb Carmen Machi al Festival Internacional de Teatre Clàssic d'Almagro, en la representació de l'obra Los Mácbez, adaptació realitzada per Juan Cavestany de Macbeth de Shakespeare.

## Cinema i televisió
El seu primer treball per al cinema va ser el guió de Los lobos de Washington, que acabaria convertint-se en llargmetratge dirigit per Mariano Barroso.
Per al cinema, ha escrit, dirigit i autoproduït les pel·lícules El asombroso mundo de Borjamari y Pocholo (codirigida amb Enrique López Lavigne) (2004), Gente de mala calidad (2008), Dispongo de barcos (2010), El señor (2012) i Gente en sitios (2013) que fou guardonada amb el premi Sant Jordi a la millor pel·lícula espanyola del 2013. El 2016 va codirigir Esa sensación amb Julián Génisson i Pablo Hernando.
Per televisió ha escrit la sèrie Vergüenza que es va començar a emetre al novembre de 2017, en Movistar+ i que va ser premiada com a millor sèrie de comèdia als premis Feroz.

## Pel·lícules
- El asombroso mundo de Borjamari y Pocholo (2004)
- Gente de mala calidad (2008)
- Dispongo de barcos (2010)
- Gente en sitios (2013)
- Esa sensación (2015)
- Un efecto óptico (2020)

## Sèries
- Vergüenza (2017-)
- Vota Juan (2019-)

## Teatre
Va començar escrivint petites obres per a la companyia el Animalario. Encara que el principal detonant de la seva carrera en el teatre va ser l'obra Urtain (2008), sobre el boxador José Manuel Ibar "Urtain", coproduïda pel Centre Dramàtic Nacional i Animalario, que li va valer el premi Max, al millor autor teatral en castellà en 2010. També ha escrit i dirigit El traje (2012) i Tres en coma (2014).
En 2017, va adaptar al teatre el clàssic Moby Dick de Herman Melville en un muntatge que va ser estrenat el gener de 2018, dirigit per Andrés Lima i protagonitzat per Josep Maria Pou.